# Pimoa xinjianensis
Espèce
Pimoa xinjianensis est une espèce d'araignées aranéomorphes de la famille des Pimoidae.

## Distribution
Cette espèce est endémique du Hunan en Chine,. Elle se rencontre dans le xian de Longshan.

## Description
Le mâle holotype mesure 3,75 mm et la femelle paratype 4,75 mm.

## Étymologie
Son nom d'espèce, composé de xinjian et du suffixe latin -ensis, « qui vit dans, qui habite », lui a été donné en référence au lieu de sa découverte, Xinjian.

## Publication originale
- Zhang & Li, 2019 : On three species of the spider genus Pimoa (Araneae, Pimoidae) from China. ZooKeys, no 855, p. 1-13 (texte intégral).